# Czaar Peterhuisje

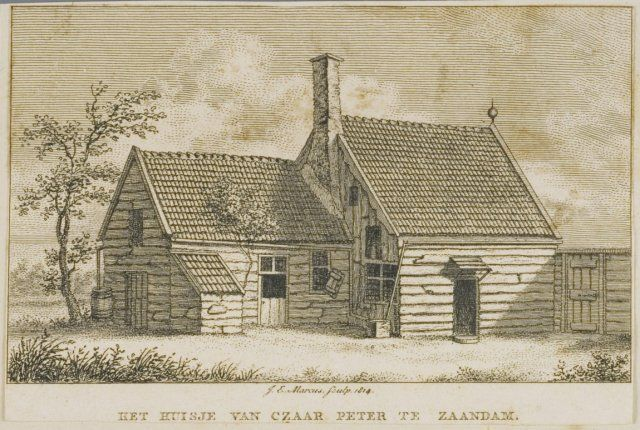
Gravure van het huisje uit 1814 door Jacob Ernst Marcus. Czaar Peter verbleef in het linker gedeelte. Het rechter gedeelte is wegens bouwvalligheid afgebroken in de 19e eeuw.

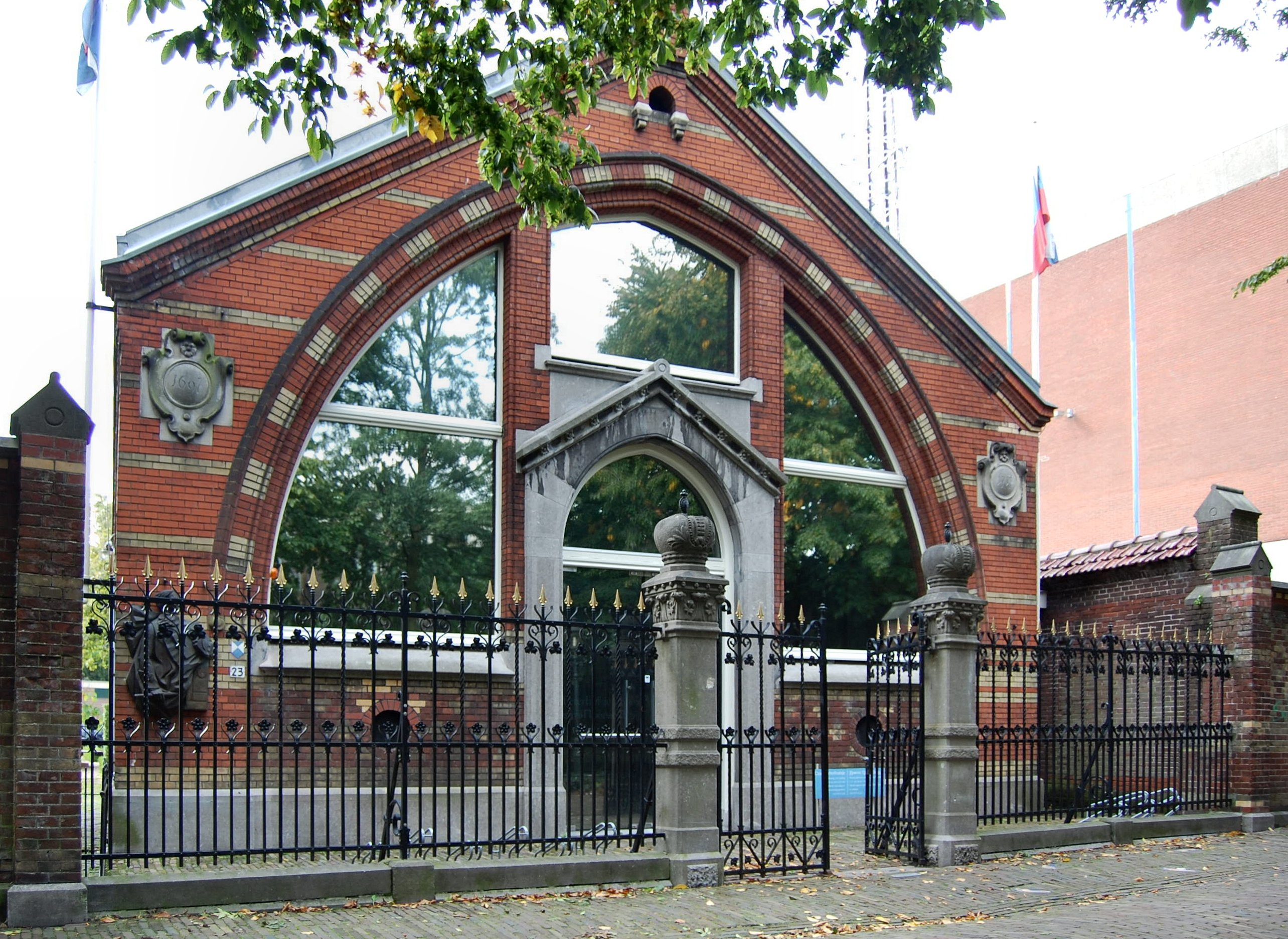
De monumentale museumhal ontworpen in 1895 die het huisje overspant.

Het Czaar Peterhuisje in de Noord-Hollandse stad Zaandam is een houten huisje uit 1632. Het is vernoemd naar de Russische tsaar Peter de Grote die acht dagen in het huisje gelogeerd heeft. Het is een van de oudste huisjes van Nederlandse houtbouw en is sinds 1823 ter bescherming overkapt door een stenen museumhal. Zowel het huisje als de overkapping zijn een rijksmonument en worden beheerd door het Zaans Museum. Het complex herbergt een kleine historische expositie.

## Geschiedenis
Het werd in 1632 als arbeidershuisje gebouwd van oud scheepshout. Vanaf zondag 18 augustus 1697 overnachtte de Russische Peter de Grote gedurende acht dagen in het huisje toen hij in Holland en Zaandam kennis kwam opdoen over scheepsbouw, industrie en andere zaken.
Peter de Grote was toen 25 jaar oud en maakte met een groep van ca. 250 mensen een reis naar West-Europa om kennis op te doen. In zijn eentje ging hij incognito naar Zaandam, waar hij de smid Gerrit Kist ontmoette die eerder in Moskovië gewerkt had. Van hem huurt hij het huisje. Peter de Grote noemt zich Pjotr Michajlov, zogenaamd onderofficier. Al na een paar dagen wordt zijn werkelijke identiteit ontdekt. Met zijn lengte van 2,04 meter en een gezelschap van zes mannen in Russische kleding viel hij erg op. Omdat hij vervolgens overal gevolgd werd door nieuwsgierige mensen, vertrok hij naar Amsterdam, waar hij werd ontvangen door Nicolaas Witsen (1641-1717).
De Zaanse herbergier Bulsing redde het huisje eind 18e eeuw van de sloop.
Koning Willem I kocht het huisje ter gelegenheid van de geboorte van prins Alexander in 1818 als cadeautje voor zijn Russische schoondochter, Anna Paulowna, de zuster van tsaar Alexander I en afstammelinge van Peter de Grote. Het borstbeeld van Anna Paulowna dat in de tuin staat, illustreert de familieband tussen de Romanovs en het Nederlandse vorstenhuis. Het Czaar Peterhuisje is geruime tijd ‘familiebezit’ gebleven.
De eerste overkapping in 1823 was van steen en had open bogen. Deze was betaald door koningin Anna Paulowna. Na haar dood erfde haar zoon Hendrik het huisje, met de verplichting om zorg te dragen voor het onderhoud. Hij liet het houten huisje overkappen om het te beschermen tegen de weergoden. Toen hij in 1879 stierf, ging het om niet over op zijn oudere broer koning Willem III, die het op 23 november 1886 als een "precieux souvenir historique" inclusief de inboedel cadeau deed aan tsaar Alexander III. Deze liet het in 1890 stutten en op een stenen fundering plaatsen.
De laatste Russische tsaar, Nicolaas II, liet in 1895 de bekende Amsterdamse architecten vader Gerlof Salm en zoon Abraham Salm een nieuwe stenen overkapping ontwerpen. De architectuur van de Russisch-orthodoxe kerken diende daarbij als voorbeeld. De stenen Russische keizerskronen op de gevel en naast de hekken benadrukken het vorstelijke verleden. Het bijzondere ontwerp van Gerlof Salm werd in 2001 tot rijksmonument verklaard, zodat hier nu op één plek twee rijksmonumenten staan.
De nabestaanden van tsaar Alexander III kwamen in het bezit van het huisje, nadat de laatste tsaar Nicolaas II met diens gezin in 1918 was geëxecuteerd. Deze nabestaanden deden er in 1948 afstand van, maar nog steeds staat het huisje op naam van "de Staat der Nederlanden en de erfgenamen van tsaar Nicolaas II".

## Gebouw
Het scheefgezakte huisje heeft op de begane grond twee kamers. De bovenverdieping is in 2021 niet te bezoeken. In een van de kamers is een bedstee en een deels betegelde haard. De andere kamer heeft glazen ramen. Rondom het huisje is een expositie ingericht over het bezoek van de tsaar en de geschiedenis van het huisje.
Het houten arbeidershuisje in Zaandam is in 2013 gerestaureerd. Zowel de fundering, als de binnen- en buitenkant van het huisje, de stenen ombouw, het dak en de buitenmuur in de tuin werden grondig onder handen genomen.

## Inventaris

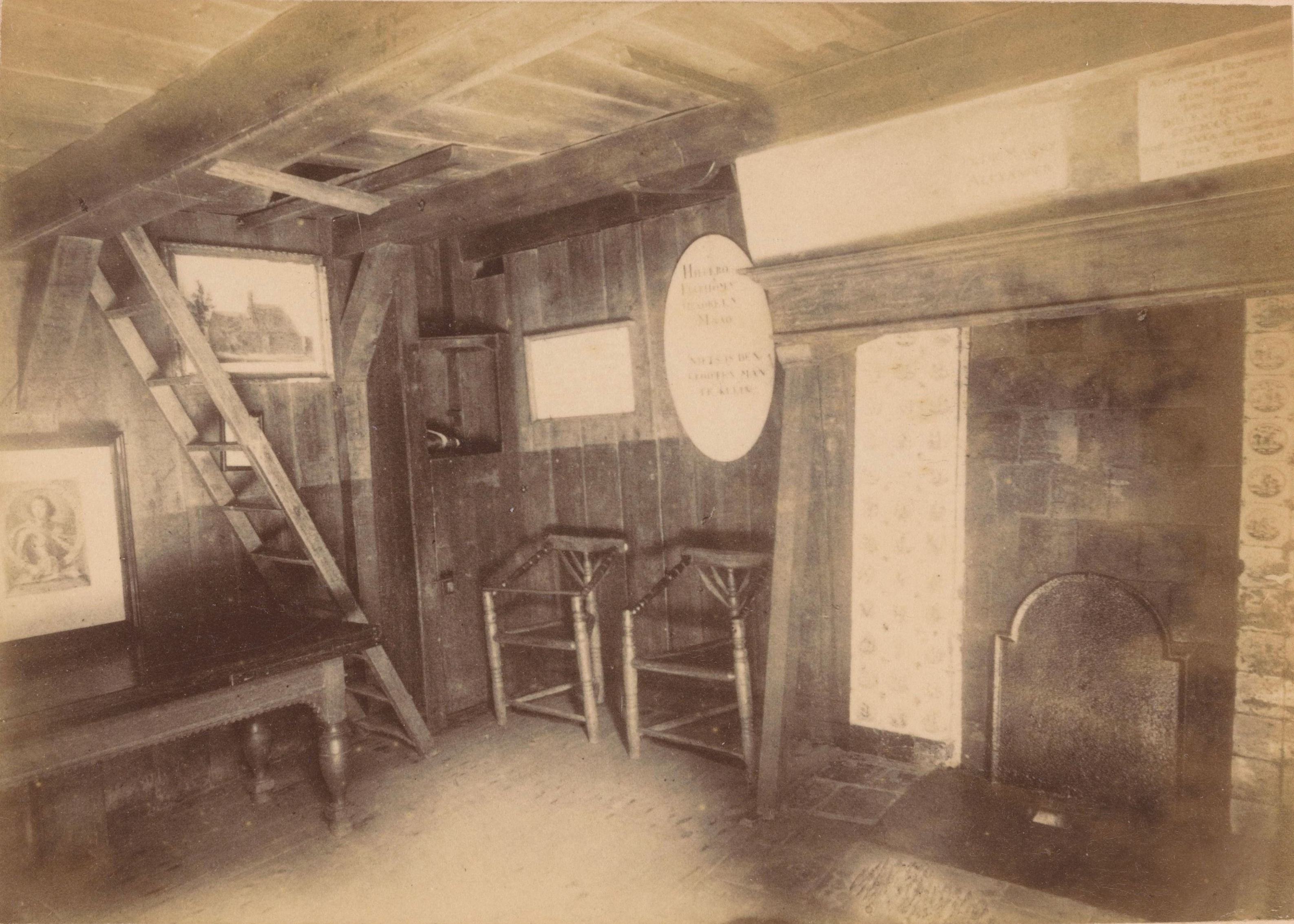
Het interieur van het Czaar Peterhuisje, anonieme foto, 1850 - 1900 met de haard, de trap en de driestallen

In het huisje hangt onder andere een dubbelportret van Peter de Grote en van diens tweede echtgenote, Catharina I van Rusland. Het zijn oude kopieën van schilderijen door portretschilder Arnold Boonen. Die portretten werden in 1717 gemaakt, toen Peter weer een bezoek bracht aan Zaandam. In het huisje hangt ook een portret van een jongere Peter de Grote, veel later, in 1839, geschilderd door Christiaan Julius Lodewijk Portman, waar de tsaar op een stoel met drie poten zit, een driestal. In het huisje zijn ook twee van deze oude driestallen te zien.
De beroemde handtekeningencollectie van het Czaar Peterhuisje bevat heel wat namen van Russische nazaten van de tsaren, maar ook die van de Nederlandse koninklijke familie. De oude handtekeningen zijn in de houten muren gekrast en op de glazen ruitjes.
Daarnaast is er onder andere een dodenmasker van de tsaar, en een brief uit 1897, met een aanmaning gericht aan tsaar Nicolaas II om de achterstallige grondbelasting van 5 cent te betalen.

## Replica
Sinds 2013 staat op het terrein van Kolomenskoje in Moskou een replica van het huisje. Het was een geschenk in het kader van het Vriendschapsjaar 2013. De replica werd gebouwd door Nederlandse en Russische militairen.